# Logor Stajićevo
Logor Stajićevo je bio sabirni logor u selu Stajićevu u blizini Zrenjanina u Srbiji pod srpskom upravom od studenoga 1991. do siječnja 1992. godine gdje su držani hrvatski zarobljenici, vojnici i civili, tijekom Domovinskog rata. Prema procjenama, između 1.300 i 1.500 ljudi, u starosti od 8 do 80 godina, je bilo zatočeno u logoru Stajićevo. Međunarodni sud za ratne zločine počinjene na području bivše Jugoslavije navodi da je bilo oko 1.700 zatočenika u Stajićevu. Prema procjenama, najmanje 17 osoba je ubijeno na toj lokaciji.
Padom i okupacijom Vukovara, srpske snage su ušle u Borovo Naselje i s tenkovima opkolile jednu tvornicu cipela, čime se predalo oko 3.000 muškaraca, žena i djece koji su se skrivali u skloništu zgrade. Polovica njih je deportirano u logor Stajićevo kraj Zrenjanina. Mnogi su kasnije deportirani u logor Sremska Mitrovica. Sveukupno, oko 7 000 do 8 000 hrvatskih zarobljenika deportirano je u logore diljem Srbije nakon okupacije istočne Slavonije 1991. godine.

## Logor
Jedan svjedok je pred Haaškim sudom opisao zlostavljanje koje je doživio i vidio tijekom boravka u Veleprometu, nakon kojeg je prebačen u logor Stajićevo u kojem je proveo 33 dana. Ispričao je kako su ga u Stajićevu saslušavali i tukli časnici koji su mislili da je on, kao pričuvni časnik JNA po činu kapetan I. klase, izravno sudjelovao u obrani Vukovara a ne kao pomagač. Opisao je i kako je bio očevidcem kako su čuvari u logoru nasmrt pretukli dvojicu hrvatskih mladića, skakući im po prsima i udarajući ih u glavu sve dok god su davali znakove života. Rekao je da su zatočenici držani u stajama na betonu, dok je vani bilo 15 stupnjeva ispod nule. Mnogi od zatočenika dobili su teške upale pluća, među njima i svjedok. Izjavio je da je nakon razmjene stigao u Zagreb s teškom upalom pluća, slomljenom vilicom, slomljenim nosom, povredama kralježnice i nagnječenjima mozga. Cijelu 1992. godinu proveo je u zagrebačkim bolnicama, a i danas osjeća brojne posljedice svoga stradanja, uključujući gubitak pamćenja i PTSP, rekao je.
Amnesty International izvještava da je logor bio ustrojen na lokaciji napuštene stočarske farme a sastojao se od dva paviljona okružena bodljikavom žicom visokom otprilike tri metara. Zatočenici su bili članovi hrvatskih snaga sigurnosti, ali i civili, pacijenti i medicinsko osoblje vukovarske bolnice. Prema izvješćima, 10-ak autobusa praćena vojnim vozilima je dovelo zatočenike u logor 20. studenoga 1991. godine. Zatočenici su morali držati glave pognute a ruke prekrižene iza vrata dok su ih otprilike 30-ak srpskih policajaca tukli pendrecima prigodom ulaska u logor. Zbog stalnih premlaćivanja, neki zatočenici su imali slomljena rebra, modrice, a uz to su bili gladni te su ih stražari tjerali da sjede na hladnom betonu. Stražari su ih također verbalno vrijeđali i psihički matretirali. Jednoga dana, oko 1 sat ujutro, stražari su ubili zatočenika koji je pokušao pobjeći.
Prema izvješćima, jedan zatočenik je bio bolestan i povraćao, međutim vojni liječnik je rekao da nije ozbiljno bolestan te da će mu tek sutradan donijeti neke lijekove. Idući dan, zatočenik je preminuo. Pojedini zatočenici su povremeno izvođeni u dvorište logora u 2 ili 3 sata ujutro, gdje bi ih stražari udarali pendrecima sve dok nisu izgubili svijest. Barem četvero logoraša je ubijeno tijekom prvih sedam dana zatočeništva, nakon čega se situacija malo smirila.
Zatočenici u prvom paviljonu su spavali na betonu. Dan nakon dolaska, dobili su deku a tjedan dana još jednu. Kada je zahladilo, dobili su slamu za spavanje. Međunarodni odbor Crvenog križa posjetio je lokaciju 2. prosinca 1991. godine nakon čega su se uvjeti malo poboljšali. Tijekom prvih 10 dana zatočeništva, logoraši su dobivali dva obroka dnevno (uglavnom čaj i šnitu kruha sa salamom ili sirom). Nakon dolaska Crvenoga križa, dobili su tri obroka i prvi put kuhanu hranu. Prigodom dolaska, zatočenicima nije pribavljeno postrojenje za zahod ili mogućnost tuširanja ili pranja. Prva tri dana obavljali su nuždu na betonu u središtu paviljona, gdje nije bilo nikakve kanalizacije. Nakon 10 dana, ugrađene su latrine. Nakon pet dana, opskrbljeni su s vodom za pranje.
Od oko 1.300 zatočenika, oko 170 je dopremljeno ranjeno, oko 150 osoba je bilo starije od 60 godina a 23 mlađe od 18. Zbog zime, nekoliko je osoba preminulo od proljeva. Nakon toga, uspostavljena je improvizirana medicinska postaja s petero liječnika. Nakon dva tjedna, oko 80 najstarijih i najmlađih logoraša je oslobođeno. Prva razmjena zarobljenika bila je tjedan dana kasnije.

## Optužbe
Međunarodni sud za ratne zločine počinjene na području bivše Jugoslavije optužio je Slobodana Miloševića i Gorana Hadžića za „dugotrajno i rutinsko zatvaranje više tisuća hrvatskih i drugih nesrpskih civila u zatočeničkim objektima u Hrvatskoj i izvan nje, uključujući zatvoreničke logore koji su se nalazili u Crnoj Gori, Srbiji i Bosni i Hercegovini, uspostavljanje i održavanje nehumanih životnih uvjeta za hrvatske i druge nesrpske civile zatočene u spomenutim zatočeničkim objektima, višekratno mučenje, premlaćivanje i ubijanje hrvatskih i drugih nesrpskih civila“.
Županijski sud u Osijeku je 20. veljače 2008. godine objavio da je otvorena istraga protiv pukovnika Đure Živanovića kao zapovjednika logora Begejci i Stajićevo u Republici Srbiji, zbog kaznenoga djela ratnoga zločina protiv ratnih zarobljenika i ratnoga zločina protiv civilnoga stanovništva. Velika većina zatočenih branitelja i civila su ispitani u tijeku ovog istražnog postupka, a u kojem se u završnoj fazi došlo i do nadređenih označenom okrivljeniku. 2009. godine donijeto je rješenje o proširenju istrage protiv Aleksandra Vasiljevića, general majora JNA, načelnika Uprave bezbednosti SSNO „bivše Jugoslavije“, zbog osnovane sumnje da je počinio kaznena djela protiv čovječnosti i međunarodnoga prava, također u istim logorima, i to po zapovjednoj odgovornosti, kao nadređenoga pukovniku Živanoviću.

## Odlikovanje junaka
Aleksandar Jevtić, vukovarski Srbin, odlikovan je 2009. godine Redom Danice na prijedlog Udruge pravnika Vukovar '91. jer je u logoru u Stajičevu, gdje je i sam bio zatočenik, uz srpske civile izdvojio i hrvatske branitelje rekavši da su Srbi te je mnogima od njih na taj način spasio i život. Među ostalima spasio je i brata poginuloga vukovarskoga branitelja Blage Zadre, Stanka Zadru. Aleksanadar Jevtić novinarima je skromno rekao da mu odlikovanje puno znači, no da se tih vremena zapravo ne želi prisjećati: "U tom trenutku nisam razmišljao o ničemu pa ni o posljedicama svoga čina. Pomogao sam nekima, ali mnogi kojima se nije moglo pomoći su ostali s druge strane", naglasio je.
Član Udruge pravnika Vukovar '91. Predrag Matić Fred pojasnio je kako je to što je Jevtić učinio prije 18 godina u noći s 20. na 21. studenoga bila velika gesta zbog koje se u tim trenutcima gubila glava.
Stanko Zadro je istaknuo da Jevtićev potez govori da dobrih ljudi ima i u zlim situacijama, te poručio kako je odlikovanje "dobro i za srpski i za hrvatski narod".

## Pokušaji postavljanja spomen-ploče
2009. godine Udruženje pravnika Vukovar 1991. i Udruženje branitelja i logoraša Domovinskog rata najavili su u rujnu da će 3. listopada vukovarski branitelji, ranjenici i civili obići nekadašnji logor Stajićevo i tu podići spomen-ploču. Udruženja iz Srbije poručila su da im to neće dopustiti i zatražila od nadležnih organa da spriječe dolazak građana Hrvatske. Članovi Udruženja ratnih vojnih invalida iz Zrenjanina započeli su i štrajk glađu jer ne žele dopustiti da u tom gradu bude postavljena spomen-ploča na mjestu nekadašnjih logora. Zatražili su i smjenu predsjednika Skupštine grada Zrenjanina Aleksandra Martona, koji je prije u srpnju 2009. godine primio u posjet predstavnike Udruženja pravnika “Vukovar 1991.” iz Hrvatske i tom prigodom izrazio razumijevanje za njihovu inicijativu za postavljanje spomen-ploče. Put 200-tinjak bivših logoraša tako je odgođen s 3. listopada na 17.listopada, no zbog prosvjeda i nemira u Zrinjaninu, srpski MUP im je odbio dolazak do nekadašnjeg logora uz obrazloženje da im ne mogu jamčiti sigurnost. Predsjednik Udruge pravnika Vukovar '91 Zoran Šangut rekao je na konferenciji za novinare da ne zna zašto je Srbija poslala takvu poruku te da je razočaran takvim ishodom događaja.

## Galerija
- Put koji vodi na državno imanje Livade
- Upravna zgrada na imanju Livade.
- Štale na imanju Livade
- Štale na imanju Livade izbliza

## Vanjske poveznice
|  | Zajednički poslužitelj ima još gradiva o temi Stajićevo camp |

- Provjeravaju se ratni zločini iz '91. u logorima Stajićevo i Begejci na teritoriju Srbije  Arhivirana inačica izvorne stranice od 10. listopada 2009. (Wayback Machine)
- Logor Stajićevo 14 godina kasnije[neaktivna poveznica]